# Tulipa bakeri
Tulipa bakeri ist eine Pflanzenart aus der Gattung der Tulpen (Tulipa) in der Familie der Liliengewächse (Liliaceae). Sie ist nach dem Pflanzensammler George Percival Baker (1856–1951) benannt. Die Art wird oft nicht von der Felsen-Tulpe getrennt, weil sie mit dieser sowie mit Tulipa cretica leicht hybridisiert und Übergangspopulationen bildet. Die oft kultivierte, vielfach als „Tulipa bakeri“ etikettierte Sorte 'Lilac Wonder' gehört zur Felsen-Tulpe (Tulipa saxatilis).

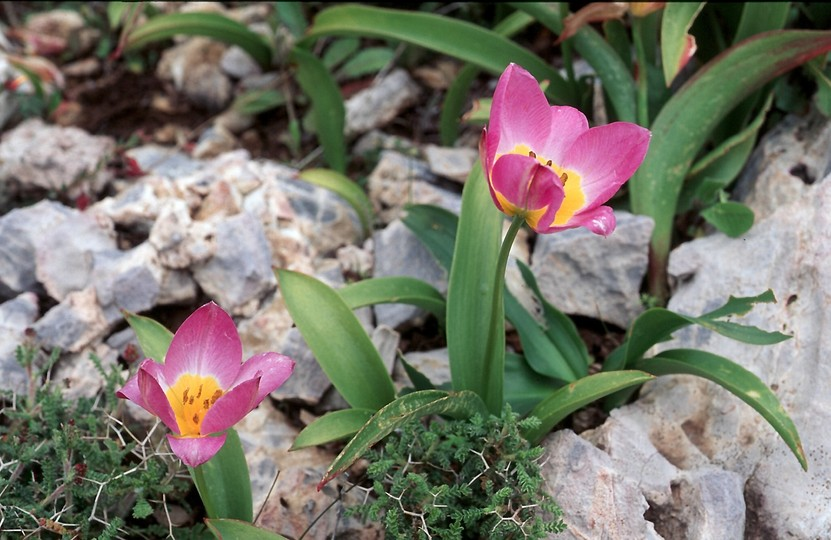
Tulipa bakeri

## Merkmale
Tulipa bakeri ist ein ausdauernder Zwiebel-Geophyt, der Wuchshöhen von 5 bis 25 Zentimeter erreicht. Die Blätter sind matt oder etwas glänzend grün. Die Blütenblätter sind mehr oder weniger kurz und dunkelrosapurpurn. Auf der Innenseite befindet sich am Grund ein in einem hellen Ring verlaufender gelber Fleck. Die Staubbeutel sind gelb. Die Kapsel weist im oberen Teil meist deutlich sichtbare Queradern auf.
Die Blütezeit reicht von April bis Mai.
Die Chromosomenzahl beträgt 2n = 24.

## Vorkommen
Tulipa bakeri ist auf Kreta endemisch. Die Art wächst auf Felshängen, Schutthalden, Äckern, Brachland und Flussufern in Höhenlagen von 650 bis 2200 Meter.

## Taxonomie
Tulipa bakeri wurde 1938 von Alfred Daniel Hall in Journal of Botany, British and Foreign Band 76, Seite 316 erstbeschrieben. Nach POWO ist sie ein Synonym zu Tulipa saxatilis Sieber ex Spreng.